# Campeonato Italiano de Rugby 1996-97
El Campeonato de Rugby de Italia de 1996-97 fue la sexagésimo séptima edición de la primera división del rugby de Italia.

## Sistema de disputa
El torneo se desarrolló en dos etapas, una fase regular en la cual los equipos disputaron encuentros en condición de local y de visitante frente a cada uno de sus rivales.
Luego se disputó una etapa de eliminación directa, en la cual los primeros ocho equipos de la fase regular clasifican a la postemporada, mientras que el campeón y subcampeón de la Serie B clasifica ocupando el lugar restante.
Los últimos dos equipos descienden a la Serie B.

## Desarrollo
- Tabla de posiciones:[1]

| Pos. | Equipo             | Encuentros | Encuentros | Encuentros | Encuentros | Tantos | Tantos | Tantos | Puntos |
| Pos. | Equipo             | PJ         | PG         | PE         | PP         | F      | C      | Dif    | Puntos |
| ---- | ------------------ | ---------- | ---------- | ---------- | ---------- | ------ | ------ | ------ | ------ |
| 1.º  | Milan              | 22         | 20         | 1          | 1          | 1255   | 359    | +896   | 41     |
| 2.º  | Benetton Treviso   | 22         | 19         | 0          | 3          | 1195   | 375    | +820   | 38     |
| 3.º  | Petrarca Padova    | 22         | 16         | 1          | 5          | 723    | 419    | +304   | 33     |
| 4.º  | Rugby Calvisano    | 22         | 14         | 2          | 6          | 631    | 503    | +128   | 30     |
| 5.º  | Rugby Roma Olimpic | 22         | 12         | 0          | 10         | 562    | 583    | -21    | 24     |
| 6.º  | Rugby Rovigo       | 22         | 12         | 0          | 10         | 727    | 495    | +232   | 24     |
| 7.º  | Bologna            | 22         | 9          | 3          | 12         | 481    | 586    | -105   | 21     |
| 8.º  | L'Aquila Rugby     | 22         | 8          | 0          | 14         | 616    | 745    | -129   | 16     |
| 9.º  | San Donà           | 22         | 7          | 2          | 13         | 555    | 864    | -309   | 16     |
| 10.º | Livorno            | 22         | 6          | 0          | 16         | 514    | 780    | -266   | 12     |
| 11.º | Amatori Catania    | 22         | 3          | 0          | 19         | 312    | 1112   | -800   | 6      |
| 12.º | Colleferro         | 22         | 1          | 1          | 20         | 237    | 987    | -750   | 3      |

|  | Clasificado a postemporada. |
|  | Descendido a la Serie B.    |

### Pre-clasificación
| Equipo 1       | Equipo 2         | Resultado |
| -------------- | ---------------- | --------- |
| Bologna        | Piacenza         | 31-28     |
| L'Aquila Rugby | Fiamme Oro Rugby | 29-20     |

### Cuartos de final
| Equipo 1         | Equipo 2           | Ida   | Vuelta | Desempate |
| ---------------- | ------------------ | ----- | ------ | --------- |
| Milan            | L'Aquila Rugby     | 86-5  | 41-17  |           |
| Petrarca Padova  | Rugby Rovigo       | 26-25 | 12-19  | 26-19     |
| Rugby Calvisano  | Rugby Roma Olimpic | 26-21 | 28-23  |           |
| Benetton Treviso | Bologna            | 107-0 | 44-6   |           |

### Semifinales
| Equipo 1         | Equipo 2        | Ida   | Vuelta | Desempate |
| ---------------- | --------------- | ----- | ------ | --------- |
| Milan            | Rugby Calvisano | 38-26 | 37-15  |           |
| Benetton Treviso | Petrarca Padova | 24-26 | 18-9   | 26-11     |

### Final
| 7 de junio de 1997 | Milan | 29 - 34 | Benetton Treviso |  |  |

| Bandera de Italia        |
| Campeón Benetton Treviso |
| Sexto título             |